# Rachel Cooper
Rachel Cooper (1974) es una filósofa británica especializada en la filosofía de la medicina y la filosofía de la ciencia, especialmente la filosofía de la psiquiatría. Actualmente es profesora en el Departamento de Política, Filosofía y Religión de la Universidad de Lancaster. Es autora de Classifying Madness (2005, Springer ), Psychiatry and the Philosophy of Science (2007, Acumen ) y Diagnosing the Diagnostic and Statistical Manual of Mental Disorders (2014, Karnac).

## Trayectoria profesional
Cooper trabajó de 1999 a 2000 como profesora temporal de filosofía en la Universidad de Bristol y como profesora de filosofía en la Universidad de Bradford entre 2000 y 2003. En enero de 2002 presentó su tesis doctoral, titulada Classifying Madness: A Philosophical Examination of the Diagnostic and Statistical Manual of Mental Disorders, en la Universidad de Cambridge. Springer publicó en 2005 un libro basado en su tesis doctoral y del mismo nombre como volumen 86 de su serie Filosofía y Medicina. En el momento de la publicación del libro, Cooper se había trasladado a la Universidad de Lancaster . En la clasificación de la locura, Cooper ofrece un análisis de la cuarta edición del Manual Diagnóstico y Estadístico de los Trastornos Mentales (DSM), argumentando que mientras que el objetivo del DSM ' de clasificación de los trastornos mentales como clases naturales es una buena idea, es probable que tenga éxito en la práctica del mundo real.
En 2007, Cooper publicó Psychiatry and the Philosophy of Science with Acumen. En el libro, explora las continuidades y discontinuidades entre la psiquiatría y otras disciplinas científicas más consolidadas. En 2014, se publicó con Karnac su Manual Diagnóstico y Estadístico de los Trastornos Mentales.  Este libro exploró la quinta edición del DSM, discutiendo los problemas filosóficos que plantea. Ese mismo año, coeditó, con Havi Carel, la colección de Routledge Health, Illness and Disease: Philosophical Essays .
En 2018 Cooper es catedrática universitaria  en el Departamento de Política, Filosofía y Religión de Lancaster y está trabajando en un libro sobre el concepto de enfermedad .

## Obra seleccionada
- Cooper, Rachel (2005). Clasificando la locura: un examen filosófico del manual diagnóstico y estadístico de los trastornos mentales . Dordrecht: Springer.
- Cooper, Rachel (2007). Psiquiatría y Filosofía de la Ciencia . Durham: Agudeza.
- Cooper, Rachel (2014). Diagnóstico del Manual diagnóstico y estadístico de los trastornos mentales . Londres: Karnac.